# Артуро Боккіні
Артуро Боккіні (італ. Arturo Bocchini; 12 лютого 1880, Сан-Джорджо-дель-Санніо, Королівство Італія — 20 листопада 1940, Рим, Королівство Італія) — італійський державний та політичний діяч часів диктатури Беніто Муссоліні, член Національної фашистської партії. У 1926 році очолив італійську поліцію та керував нею протягом наступних 14 років, завдяки чому відігравав доволі важливу роль в політичному житті країни. Разом із вищим керівництвом сквадристів забезпечував стабільність фашистського режиму та організовував боротьбу з політичними ворогами дуче.